# Cetartiodactyla
I cetartiodattili (Cetartiodactyla) sono un ordine di mammiferi che unisce gli artiodattili e i cetacei (da qui il nome, fusione dei due termini), questi ultimi considerati discendenti dei primi a seguito di numerosi studi.
Secondo tali studi i cetacei discenderebbero dalla famiglia estinta Pakicetidae e che i loro parenti più stretti ancora esistenti siano gli ippopotami.

## Classificazione
- Ordine Cetartiodactyla
  - Sottordine Tylopoda (Cammello, Lama e simili)
  - Sottordine Suiformes
    - Famiglia Suidae (Maiale e simili)
    - Famiglia Tayassuidae

  - Sottordine Cetancodonta
    - Famiglia Hippopotamidae
    - Infraordine Cetacea
      - Famiglia Balaenidae (Balene comuni)
      - Famiglia Balaenopteridae (Balenottere)
      - Famiglia Eschrichtiidae
      - Famiglia Neobalaenidae 
      - Famiglia Delphinidae (Delfini)
      - Famiglia Monodontidae (Beluga e Narvalo)
      - Famiglia Physeteroidea (Capodoglio e Cogia)
      - Famiglia Platanistidae
      - Famiglia Iniidae
      - Famiglia Ziphiidae 

  - Sottordine Ruminantia
    - Famiglia Tragulidae
    - Famiglia Moschidae
    - Famiglia Cervidae (Cervi, Renne e simili)
    - Famiglia Bovidae (Toro, Capra e simili)
    - Famiglia Antilocapridae (Antilocapre e simili)
    - Famiglia Giraffidae (Giraffe e Okapi)